# Una rondine non fa primavera
La locuzione Una rondine non fa primavera (in latino Una hirundo non facit ver; in greco Μία χελιδὼν ἔαρ οὐ ποιεἶ) è un detto popolare antico che, in metafora, ammonisce come un segnale isolato non sia sufficiente a trarre conclusioni.
L'espressione compare nell'Etica Nicomachea di Aristotele: «come una rondine non fa primavera, né la fa un solo giorno di sole, così un solo giorno o un breve spazio di tempo non fanno felice nessuno». E Aristofane sembra completare il concetto: «C'è bisogno di molte rondini».
Il proverbio rientra nella raccolta degli Adagi di Erasmo, che osserva come si possa generalizzare il concetto. Così come Sofocle scrive che «non esiste una città abitata da un solo uomo», si può dire che una sola buona azione non è sufficiente a far ritenere buono un uomo, né una sola parola ben pronunciata a fare un oratore, né una sola moneta ci possa rendere ricchi.